# 南琴里
南 琴里 （みなみ ことり、1995年6月2日 - ）は、アイドル、女優、モデル。
愛称はことりん。

## 略歴
埼玉県蕨市出身。身長165cm。血液型はA型。
2012年 - non-no×ワタナベエンターテインメント全国モデルオーディション2012ファイナリストまで進出する。
2015年 - ミスブライダルモデルグランプリ関東大会出場。劇団うわの空・藤志郎一座で結成した「Quick Theater」（クイックシアター）のメンバーとして活動開始。
2016年 - 講談社主催の女の子オーディションプロジェクト「ミスiD2017」ファイナリストまで進出する。
2017年 - KSプロダクション（キングソフト株式会社）のタレント第1号として活動開始。
2022年 - ゆかたクイーンコンテストビューティー賞受賞。

## 人物
大学在学中から、うわの空・藤志郎一座の団員として舞台を中心にモデル、CM、映画、アイドルなどマルチに活動を始める。

芸能プロダクションに所属することもあったが、2023年現在はフリーランスとして活動する。

### 趣味
趣味は動物を見ること・絵を描くこと。

### 特技・その他
ピアノ・トロンボーン・絵を描くこと。

### ペット
ハムスター。
ハムスターになりたいらしい。

## 出演

### 舞台
- 2016年「ただいま!」(うわの空・藤志郎一座　第45回本公演 ただいま!)[3]
- 2018年「ルナ・レインボウ」(うわの空・藤志郎一座　第48回本公演 ルナ・レインボウ)[4]
- 2020年「ただいま!」(うわの空・藤志郎一座　第50回本公演 ただいま!)[5]
- 2020年「面白半分」(うわの空・藤志郎一座　うわの空ANNEX 面白半分)[6]
- 2021年「第3のセルベッサ」(うわの空・藤志郎一座　第3のセルベッサ)[7]

### 映画
- 2015年「あかいあかい青いりんご」
- 2016年「カップル撲滅計画」
- 2021年「第3のセルベッサ」[8]

### DVD
「ぞくり。怪談夜話 投稿実話物語 呪」

### CM
- 2017年「KAMPO煎専堂」
- 2018年「ライブミー」
- 2019年-2021「蕨商工会議所」[9]

### 動画
- 蕨市の素敵なお店を紹介！ 予告編[10]
- 「コーヒーベル」蕨のお店をご紹介[11]
- 「茶の市川 わらび園」蕨のお店をご紹介[12]
- 「中仙道山あつ」蕨のお店をご紹介[13]
- 手づくり煎餅「萬寿屋」蕨のお店をご紹介[14]
- 「HAIR MAKE Angelique（アンジェリーク）」蕨のお店をご紹介[15]
- 「新川屋本店」蕨のお店をご紹介[16]
- 「イタリア食堂Pesca-La（ペスカーラ）」蕨のお店をご紹介[17]
- 「&you,（アンドユー）」蕨のお店をご紹介[18]
- 「WARABI SELECT SHOP」蕨のお店をご紹介[19]
- 「ラ・テラス大作」蕨のお店をご紹介[20]